# Улица Недељка Гвозденовића (Нови Београд)
| Улица · Недељка Гвозденовића | Улица · Недељка Гвозденовића               |
| ---------------------------- | ------------------------------------------ |
|                              |                                            |
| Општина                      | Нови Београд                               |
| Почетак                      | Улица Љубинке Бобић и Улица др Хуга Клајна |
| Крај                         | Сурчинска улица                            |
| Дужина                       | 1230 m                                     |
| Названа                      | по Недељку Гвозденовићу                    |
|                              |                                            |
|                              |                                            |

Улица Недељка Гвозденовића је улица која се налази на Новом Београду у насељу Бежанијска коса.
Простире се од Улице Љубинке Бобић и Улица др Хуга Клајна до Сурчинске улице у дужини од 1230 м. Носи име по Недељку Гвозденовићу (Мостар, 24. фебруар 1902. — Београд, 31. јануар 1988), српском сликару и академику САНУ, чији мотиви били су мртве природе, предели и ентеријери.